# Teresa de Calcuta
Teresa de Calcuta (Uskub, Imperi Otomà — actual Skopje, Macedònia del Nord —, 26 d'agost de 1910 - Calcuta, Índia, 5 de setembre de 1997), de nom secular Agnes Gonxha Bojaxhiu (pronunciat [aɡˈnɛs ˈɡɔndʒa bɔjaˈdʒiu]), fou una monja catòlica d'ètnia albanesa, naturalitzada índia, que fundà la congregació de les Missioneres de la Caritat a Calcuta el 1950. Durant més de 45 anys va atendre pobres, malalts, orfes i moribunds, al mateix temps que guiava l'expansió de la seva congregació, inicialment a l'Índia i després en altres països del món. És venerada com a santa per l'Església Catòlica Romana.
Agnes descobrí la seva vocació des de ben jove: el 1928 ja havia decidit que estava destinada a la vida religiosa. Va ser llavors quan va optar per canviar el seu nom a «Teresa» en referència a la santa patrona dels missioners, Teresa de Lisieux. Tot i que va dedicar els següents vint anys a l'ensenyança al convent irlandès de Loreto, va començar a preocupar-se de malalts i pobres de la ciutat de Calcuta, cosa que la va portar a fundar una congregació per a ajudar els marginats de la societat, primordialment malalts, pobres i persones sense llar.
Durant la dècada de 1970 era coneguda internacionalment i havia adquirit una reputació de persona humanitària i defensora dels pobres i indefensos, en part pel documental i llibre Something Beautiful for God de Malcolm Muggeridge. Va obtenir el Premi Nobel de la Pau de 1979 i el més elevat guardó civil de l'Índia, el Bharat Ratna, el 1980, per la seva tasca humanitària. A aquests s'hi van sumar una desena de premis i reconeixements de primer nivell, tant nacionals com internacionals.
Rebé elogis de moltes persones, governs i organitzacions. No obstant això, va enfrontar també una sèrie de crítiques, com les objeccions de Christopher Hitchens, Michael Parenti, Aroup Chatterjee i el Consell Mundial Hindú. El 2010, al centenari del seu naixement, va ser homenatjada al voltant del món i el seu treball fou reconegut per la presidenta índia Pratibha Patil.

## Biografia

### Primers anys
Agnes Gonxha Bojaxhiu («gonxha» significa «capoll de rosa» o «petita flor» en albanès) nasqué el 26 d'agost de 1910 a Uskub, llavors part de l'Imperi Otomà i actualment Skopje, a Macedònia del Nord, encara que solia considerar com la seva data de naixement el 27 d'agost, ja que aquest fou el dia que la batejaren. Fou la menor dels fills d'un matrimoni acomodat de Shkodër format per Nikollë (1878-1919) i Dranafile Bojaxhiu (1889-1972). La seva família pertanyia a la població albanesa provinent de Kosovo assentada a Shkodër —el seu pare possiblement era originari de Prizren i la seva mare d'una vila propera a Đakovica. El seu pare, que estava involucrat en la política d'Albània, morí sobtadament i misteriosa el 1919 quan Agnes tenia amb prou feines vuit anys després de ser traslladat a l'hospital, per causes desconegudes, encara que presumiblement va ser a causa d'un enverinament. Després de la seva mort, la mare l'educà en el si de la religió catòlica.
| «                        | Per sang i origen sóc albanesa. Per la meva vocació pertanyo al món sencer, però el meu cor pertany completament a Jesús. | » |
| — Mare Teresa de Calcuta | |   |

De nena, Agnes assistí a l'escola estatal i participà com a soprano solista del cor de la seva parròquia i, en absència del director, s'encarregava de dirigir el grup. A més, pertanyia a una congregació mariana fundada el 1563 i coneguda com a Sodalici de La nostra Senyora; allí començà a interessar-se per les històries dels missioners jesuïtes de Iugoslàvia que estaven a Bengala.
Des de llavors sentí el desig de treballar igual que ells a l'Índia. Segons la biografia escrita per Joan Graff Clucas, des d'una edat primerenca Agnes es mostrà fascinada per les històries de vida dels missioners i les seves obres a Bengala. A l'edat de cinc anys rebé la seva primera comunió i als sis la confirmació; amb dotze anys ja estava convençuda que havia de dedicar-se a la religió. La resolució definitiva la prengué el 15 d'agost de 1928 mentre resava a la capella de la Verge negra de Letnice, on acudia amb freqüència de peregrinació.

### Al convent de Loreto

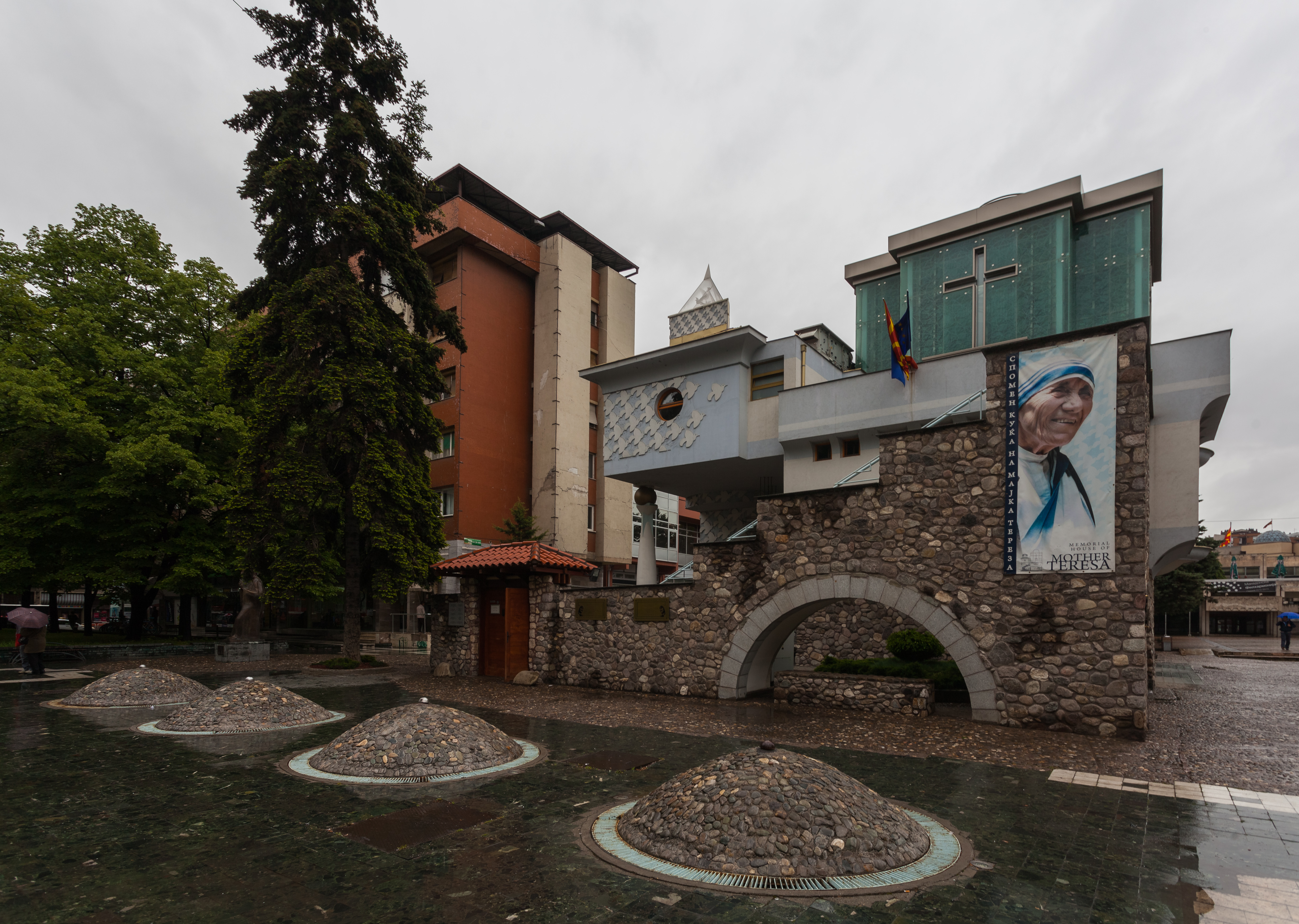
Casa memorial de la Mare Teresa a Macedònia

El 26 de setembre de 1928, poc després d'haver complert 18 anys, Agnes es dirigí amb una amiga a l'abadia de Loreto, pertanyent a la congregació religiosa catòlica Institut de la Benaventurada Mare de Déu, a Rathfarnham (Irlanda). A partir d'aquest moment mai tornà a veure la seva mare ni la seva germana. Tot i que originalment va acudir allí per aprendre anglès (que era l'idioma que les germanes de Loreto ensenyaven als nens de l'Índia), una vegada al lloc fou admesa com a postulant i el novembre de 1928 es traslladà per via marítima a Calcuta, on arribà el 6 de gener de 1929. A Darjeeling, prop de les muntanyes de l'Himàlaia, inicià el noviciat i aprengué bengalí a més d'ensenyar a l'escola de Santa Teresa, que es trobava prop del seu convent. Després de fer els seus vots de pobresa, castedat i obediència com a monja el 24 de maig de 1931, Agnes fou traslladada al Col·legi de Santa Maria d'Entally, a l'est de Calcuta. En aquest període, va triar ser anomenada amb el mateix nom que Teresa de Lisieux, la santa patrona dels missioners. No obstant això, a causa que una infermera en el convent ja havia triat aquest nom, Agnes optà per usar el terme «Teresa» (en comptes de «Thérèse»). El 14 de maig de 1937, Teresa feu els vots solemnes mentre ensenyava al col·legi del convent de Loreto. Treballà allí durant gairebé vint anys com a professora d'història i geografia fins que, el 1944, es convertí en directora del centre.
Encara que gaudia fent de mestra al col·legi, cada vegada li preocupava més la pobresa que existia a Calcuta. La fam de Bengala de 1943 portà misèria i mort a la ciutat, mentre que l'onada de violència hindú-musulmana suscitada l'agost de 1946 enfonsà la població en la desesperació i el terror.

### Les Missioneres de la Caritat

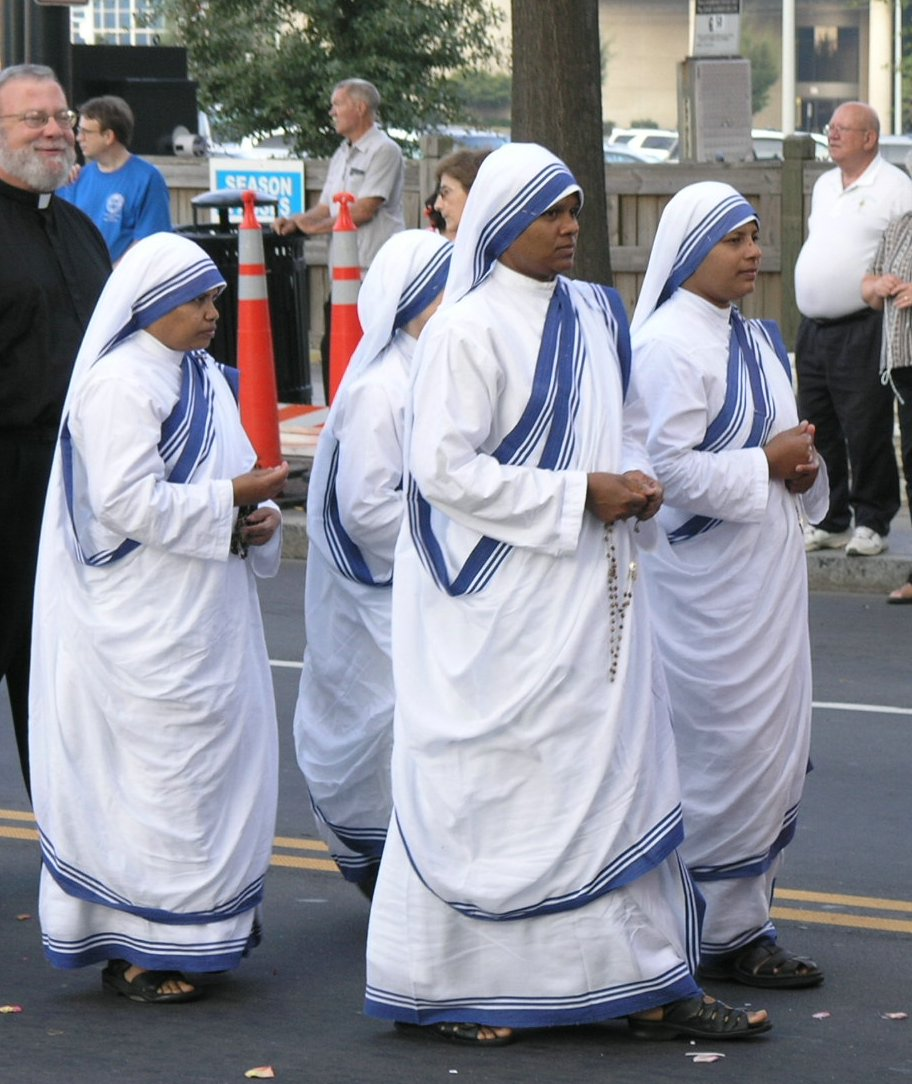
Missioneres de la Caritat

El 10 de setembre de 1946, nomenada ja com a encarregada d'un col·legi de les Germanes de Santa Anna, Teresa experimentà el que més tard descrigué com la «crida dins de la crida», fent referència al fet d'haver escoltat Déu demanant-li que dediqués la seva vida als menys privilegiats de la societat. Això ocorregué justament durant un viatge en tren rumb al convent de Loreto, situat a Darjeeling, partint des de Calcuta de camí al seu retir anual. «Estava per deixar el convent i ajudar els pobres mentre vivia entre ells. Va ser una ordre. Fallar hauria significat infringir la fe».
Després d'haver rebut capacitació mèdica bàsica a París amb el suport financer d'un empresari indi catòlic, començà a treballar entre els pobres el 1948 ensenyant-los a llegir. Després d'adoptar la ciutadania índia el 1950, Teresa rebé formació com a infermera durant tres mesos a Patna amb les Germanes Missioneres Metgesses de l'Amèrica del Nord, i finalment s'assentà als barris més pobres. Al principi, inaugurà una escola a Motijhil (Calcuta) i aviat començà a focalitzar-se en les necessitats dels indigents i dels famolencs. Al començament de 1949, se li uní un grup de dones joves i assentà les bases per crear una nova comunitat religiosa que ajudés els «més pobres entre els pobres». Aviat els seus esforços atragueren l'atenció de funcionaris indis, entre els quals el primer ministre, que li expressaren la seva estima.
Teresa escrigué en el seu diari personal que el seu primer any de treball amb els pobres estigué ple de dificultats. No tenia ingressos i per això tenia la necessitat de demanar donacions d'aliments i subministraments. Segons relatà, durant els primers mesos experimentà dubte, solitud i, fins i tot, la temptació de tornar a la seva vida al convent. En les seves pròpies paraules:
| « | Nostre Senyor vol que sigui una monja lliure coberta amb la pobresa de la creu. Avui he après una bona lliçó. La pobresa d'aquesta gent ha de ser alguna cosa molt difícil per a ells. Mentre buscava per trobar una llar vaig caminar i caminar fins que els braços i cames em feren mal. Vaig pensar llavors com havia de doldre'ls a ells en el seu cos i ànima, buscant per trobar una llar, per menjar i per tenir salut. Llavors la comoditat de Loreto [la seva antiga orde] em va seduir. "Només has de dir una paraula i tot serà novament teu", m'insistia el temptador (...) Per la meva pròpia elecció, Déu meu, i perquè t'estimo, desitjo romandre i fer el que sigui que la teva Santa voluntat em demani. No vaig deixar que ni una sola llàgrima rodés [pel seu rostre]. | » |

El 1948 envià una comanda al Vaticà per iniciar una congregació diocesana; no obstant això, a l'Índia existien serioses dificultats polítiques, ja que el país s'havia independitzat recentment: podria ser mal vist que una europea es dediqués als pobres en la situació d'aquell moment. El permís per abandonar el convent li fou concedit l'agost de 1948 quan, portant un sari blanc de cotó decorat amb vores blaves en substitució del seu tradicional hàbit de Loreto, abandonà el lloc solament amb cinc rupies per ajudar els més necessitats. El 7 d'octubre de 1950, la Santa Seu l'autoritzà a inaugurar la seva nova congregació, a la qual denominà les Missioneres de la Caritat. Segons Teresa, la seva missió des de llavors fou cuidar «els famolencs, els nus, els que no tenen llar, els lesionats, els cecs, els leprosos, tota aquesta gent que se sent inútil, no estimada o desprotegida per la societat, gent que s'ha convertit en una càrrega per a la societat i és rebutjada per tots».
Encara que inicialment aquesta congregació tenia només 13 membres a Calcuta, amb el temps arribà a posseir més de 4.000 integrants presents en orfenats, hospicis i centres de sida de tot el món. La congregació oferí caritat i cura als refugiats, entre els quals hi havia cecs, discapacitats, alcohòlics, ancians, pobres, persones sense llar i víctimes d'inundacions, epidèmies o fams.
El 1952 inaugurà la primera llar per a moribunds a Calcuta. Amb l'ajuda de diversos funcionaris indis, convertí un temple hindú abandonat en la Llar per a moribunds Kalighat, un hospici gratuït per als pobres. Temps després, el seu nom fou canviat per «Kalighat, la casa del cor pur». Tots aquells que arribaven a Kalighat rebien atenció mèdica i se'ls oferia l'oportunitat de morir amb dignitat segons els rituals de la seva fe; els musulmans llegien l'Alcorà, els hindús rebien aigua del Ganges i els catòlics rebien els últims ritus. Segons ella, «per a persones que visqueren com animals, una mort bella és morir com àngels, estimats i volguts». Així ho narrà la mateixa Teresa de Calcuta:
| «                                        | El 1952 vam poder obrir la primera llar del moribund. A mi em va ocórrer el primer cas, el d'una dona tirada en ple carrer. Se l'estaven menjant les rates i les formigues. La vaig portar a l'hospital però no podien fer res per ella. Van haver d'acceptar-la, perquè jo vaig dir que no marxava d'allí mentre no se'n fessin càrrec. Després vaig anar a l'ajuntament per demanar que em donessin un lloc on posar tals desgraciats, perquè ja en el mateix dia havia trobat unes altres persones que també es morien al mig del carrer. L'administrador encarregat de la salut pública em va indicar el temple de Kali, obrint-me el «darmashalah», un lloc on en altres temps la gent descansava després d'haver rendit culte a la deessa. L'edifici estava buit; aquell senyor em va preguntar si ho volia. Jo em vaig sentir contenta de posseir tal casa per diverses raons, particularment perquè era un centre de culte i de devoció dels hindús. En vint-i-quatre hores vam portar-hi els nostres malalts i lesionats. Des de llavors (i fins a principis de la dècada de 1970) hem recollit pels carrers de Calcuta més de vint mil persones, dels quals n'han mort prop de la meitat. | » |
| — Teresa de Calcuta a Malcolm Muggeridge | |   |

Després fundà el centre «Shanti Nagar» per a aquells individus que patien la malaltia de Hansen, comunament coneguda com a lepra, juntament amb altres clíniques similars on les Missioneres de la Caritat proporcionaven atenció mèdica i aliments.
El 1964, el papa Pau VI, en ocasió del seu viatge a Bombai per un congrés eucarístic, li va regalar un vehicle Lincoln de tipus limusina de color blanc, el qual després la Mare Teresa va subhastar; amb els diners obtinguts va organitzar un establiment per a leprosos denominat «Ciutat de la Pau», molt similar a «Do de la Pau», un centre de rehabilitació fundat per Teresa amb els diners que va obtenir gràcies al premi Joan XXIII l'any 1971. La Fundació Joseph P. Kennedy Jr. li va concedir un bo de 15.000 dòlars que foren destinats a un centre mèdic a Dum Dum. El 1955, amb l'augment de nens abandonats, va obrir la institució «Llar del Nen de l'Immaculat Cor» per als orfes i els joves sense llar. A la dècada de 1960 ja havia establert una gran quantitat d'hospicis, orfenats i cases de leprosos per tota l'Índia.
El seu orde va començar a propagar-se pel món a partir de 1965, any en el qual es va establir a Veneçuela amb tan sols cinc germanes; a data de 1968 ja hi havia establiments a Roma, Tanzània i Àustria, i fins i tot es va estendre per gran part de l'Àsia, l'Àfrica, Europa i els Estats Units. Al moment de la seva defunció, l'orde operava 610 missions en 123 països, incloses tasques en hospicis i llars per a persones amb sida, lepra i tuberculosi, menjadors populars i programes d'assessorament per a nens i famílies, orfenats i escoles.
La branca masculina de la congregació de Teresa fou fundada el 1963 (Germans Missioners de la Caritat). Aquí s'hi van inscriure laics catòlics i no catòlics com a col·laboradors de Teresa i companys dels malalts. En resposta a les peticions de molts sacerdots, el 1981 va iniciar el Moviment Corpus Christi i el 1984 fundà els Pares Missioners de la Caritat juntament amb el pare Joseph Langford per combinar els objectius professionals de les germanes amb els recursos del sacerdoci ministerial. A data del 2007, l'ordre comptava amb un nombre aproximat de 450 germans i 5.000 monges a tot el món, operant 600 missions en escoles i llars en 120 països.
| «              | Mai he vist tancar-se'm cap porta. Crec que això passa perquè veuen que no vaig a demanar, sinó a donar. Avui dia està de moda parlar dels pobres. Per desgràcia, no ho està parlar-los a ells. | » |
| — Mare Teresa. | |   |

Entre el 26 de març i el 16 de desembre de 1971 va tenir lloc la Guerra d'Alliberament de Bangladesh, una confrontació bèl·lica entre l'Índia i Pakistan durant la qual es van produir violacions a dones, raó per la qual moltes s'haurien suïcidat, haurien embogit o haurien fugit. A més, se'ls havia prohibit contreure matrimoni i tenir fills durant aquest període. La mare Teresa, al costat de les seves germanes. establí llocs per acollir-les i brindar-los totes les cures que necessitessin; el govern va atorgar l'assistència d'unes 15 germanes més a causa de la gran quantitat de necessitades. Posteriorment les dones foren encoratjades perquè tornessin a reconstruir el seu matrimoni, adoptar fills i tornar als seus pobles, motiu pel qual van rebre l'agraïment del primer ministre, qui va relatar que aquestes joves haurien de ser considerades com a «heroïnes nacionals».

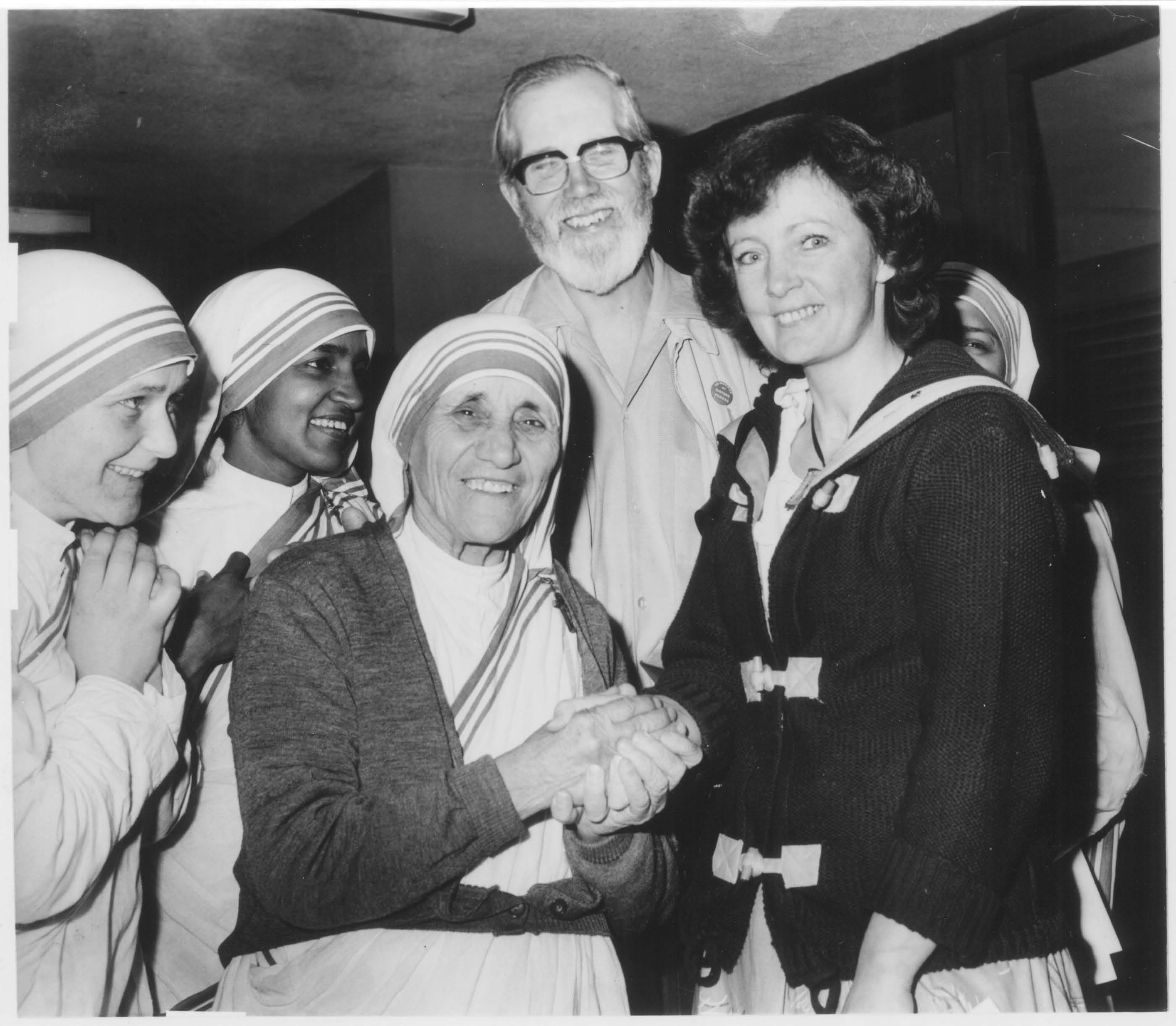
La mare Teresa el 1980

El 1982, a l'altura del setge de Beirut, la mare Teresa va rescatar 37 nens que estaven atrapats en un hospital d'aquesta regió després de negociar un cessament al foc entre l'exèrcit israelià i les guerrilles palestines. Acompanyada per treballadors de la Creu Roja, es traslladà a través de la zona de guerra cap a l'hospital devastat per evacuar els pacients joves.
A final de la dècada dels anys vuitanta amplià els seus esforços als països comunistes que havien ignorat les Missioneres de la Caritat anteriorment, i s'embarcà en desenes de projectes. Visità la República Soviètica d'Armènia després del terratrèmol de Spitak de 1988 i es reuní amb Nikolai Rijkov, president del Consell de Ministres de l'URSS.
Viatja per assistir i atendre diversos famolencs d'Etiòpia així com les víctimes de l'accident de Txernòbil —motiu pel qual va obtenir la Medalla d'Or del Comitè Soviètic de Pau; cal assenyalar que la Unió Soviètica era considerada una nació atea— i les d'un terratrèmol d'Armènia. El 1991, tornà per primera vegada a la seva terra natal, on obrí una casa de Germans Missioners de la Caritat a Tirana.

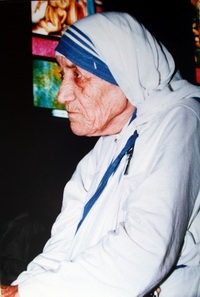
La mare Teresa en els seus darrers anys

A data de 1996, Teresa regentava 517 missions a més de cent països. Amb el pas dels anys, les ajudants de la mare Teresa passaren de ser tretze a milers, col·laborant en aproximadament 450 centres de tot el món. La primera casa dels Missioners de la Caritat als Estats Units fou establerta al sud del districte del Bronx, a Nova York, l'any 1984, amb la finalitat d'operar els 19 establiments de tot el país.
D'altra banda, Teresa de Calcuta identificà com a potencial patró el pare Damià de Veuster, l'apòstol dels leprosos, amb un carisma similar al que caracteritza l'ordre de les Missioneres de la Caritat. La mare Teresa demanà explícitament a Joan Pau II per un sant que permetés a la congregació continuar el seu treball d'amor i curació:
| «                                                     | El pare Damià pot ser aquest sant. Sant Pare: els nostres leprosos i cadascun de tot el món, demana aquest regal –un sant i màrtir de la caritat i un exemple d'obediència per a nosaltres religioses | » |
| — Teresa de Calcuta a Joan Pau II, 7 de maig de 1984. | |   |

La mare Teresa estigué present en la missa de beatificació de Damià de Veuster a Brussel·les el 4 de juny de 1995, i li atribuí més tard «l'eliminació de la por dels cors dels leprosos per reconèixer la malaltia, proclamar-la i sol·licitar medicina, i el naixement de l'esperança de ser guarits» i el canvi d'actitud de la gent i dels governants cap a les víctimes de la lepra: «més preocupació, menys por, i disposició per ajudar –en qualsevol temps i en tot temps».

### Darrers anys i mort

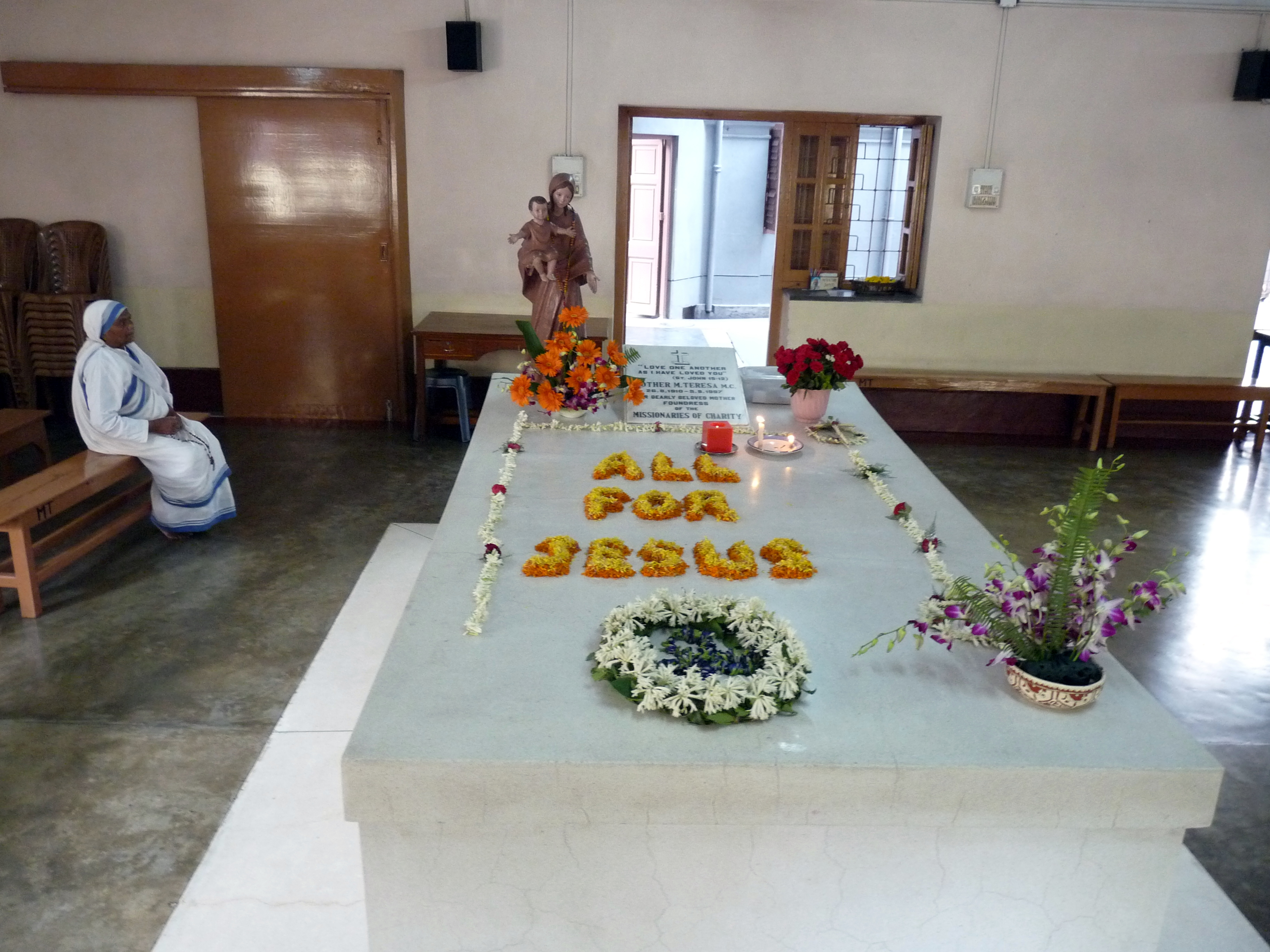
Tomba de la Mare Teresa a Calcuta.

Amb el pas dels anys, la salut de Mare Teresa va començar a deteriorar-se cada vegada més a un ritme accelerat. El 1983 va sofrir un atac cardíac a Roma mentre visitava el papa Joan Pau II. Després d'un segon atac el 1989 se li implantà un marcapassos artificial. El 1991 es va sobreposar a una pneumònia mentre estava a Mèxic; a causa d'això, va ser tractada en un hospital de Califòrnia i va sofrir novament de problemes del cor. Oferí renunciar al seu lloc com a líder de les Missioneres de la Caritat, però les monges de l'ordre, en un sufragi secret, van votar unànimement a favor que es quedés i la Mare Teresa va acceptar continuar amb la seva tasca al capdavant de l'ordre. El 1993 fou ingressada a l'Hospital de les Nacions Unides de Nova Delhi a causa d'una congestió pulmonar que li va provocar, entre altres símptomes, febre. Aquest mateix any desenvolupà malària, la qual es va complicar a causa dels seus problemes pulmonars i cardíacs; a més, a Roma, es va trencar tres costelles.
L'abril de 1996, la Mare Teresa caigué i es fracturà la clavícula. L'agost d'aquest any, sofria de malària i insuficiència al ventricle esquerre del cor. Rebé una cirurgia cardíaca, però la seva salut declinà de forma notable. Quan novament emmalaltí, prengué la controvertida decisió d'internar-se en un hospital ben equipat de Califòrnia, cosa que va suscitar diverses crítiques. Quan de nou fou hospitalitzada per problemes cardíacs, l'arquebisbe de Calcuta, Henry Sebastian de Souza, ordenà a un sacerdot dur a terme un exorcisme a la Mare Teresa amb el seu permís perquè pensava que podia haver estat atacada pel diable.
El 13 de març de 1997 renuncià com a cap de les Missioneres de la Caritat a causa del seu mal estat de salut. La germana María Nirmala Joshi va ser escollida per prendre el seu lloc, però refusà adoptar el títol de Mare: «ningú pot reemplaçar la Mare Teresa», digué. Teresa de Calcuta morí el 5 de setembre de 1997 als 87 anys a causa d'una aturada cardíaca després de llevar-se amb forts dolors d'esquena i problemes respiratoris. Es trobava de repòs a Sant Tomàs (Calcuta) una setmana abans de la seva mort, el setembre de 1997. El govern indi li concedí un funeral d'Estat i, com a part d'aquest, el seu fèretre fou traslladat per gran part de la ciutat en el mateix carruatge en el qual foren portades les restes de Mahatma Gandhi i Jawaharlal Nehru.

## Premis i honors

### A l'Índia
La mare Teresa fou reconeguda per primera vegada pel govern indi quan va obtenir el guardó Padma Shri a l'agost de 1962 i el premi Jawaharlal Nehru per a l'Entesa Internacional el 1969. Continuà rebent més premis notables a l'Índia durant els següents anys, incloent-hi el Bharat Ratna (el més important lliurat a un civil) el 22 de març de 1980, el Rajiv Gandhi Sadbhavana el 1993 i el guardó artístic Dayawati Modi el 1995. La seva biografia oficial fou escrita per un ciutadà indi, Navin Chawla, i publicada el 1992.
El 28 d'agost de 2010, en commemoració del centenari del seu naixement, el govern indi va emetre monedes especials de cinc rupies amb la seva imatge, i la presidenta Pratibha Patil expressà el següent: «vestida amb un sari blanc de vores blaves, ella i les germanes de les Missioneres de la Caritat es convertiren en un símbol d'esperança per a molts ancians, indigents, aturats, malalts i abandonats per les seves famílies».

### A altres països
«A vegades sentim que el que fem és tan sols una gota al mar,
però el mar seria més poca cosa si li faltés una gota».  
El 1962, a les Filipines, va obtenir el premi «Ramón Magsaysay» destinat a «perpetuar el seu exemple d'integritat al govern, valent servei a la gent i l'idealisme pragmàtic en una societat democràtica, destacant el treball al sud-oest asiàtic». A principis de la dècada de 1970, la Mare Teresa s'havia convertit en una figura rellevant de la religió a tot el món. La seva popularitat es devia possiblement en gran part al documental de 1969 Something Beautiful for God, de Malcolm Muggeridge, qui va publicar després un llibre amb el mateix títol l'any 1972. En aquells dies, Muggeridge es trobava en una etapa de cerca espiritual personal. El rodatge es dugué a terme en llocs amb poca il·luminació, per la qual cosa es cregué que seria de baixa qualitat; tanmateix, al moment d'editar els continguts, l'equip es va adonar que el material es trobava en condicions acceptables. Temps després, Muggeridge va definir aquest fet com un miracle atribuït a la pròpia Mare Teresa, encara que això va ser negat per altres integrants de l'equip de rodatge, que van dir que es degué al fet que havien usat un nou tipus de pel·lícula ultrasensible Kodak. Més tard, Muggeridge es convertí al catolicisme.

Ronald Reagan, president dels Estats Units, entregant la Medalla Presidencial de la Llibertat a la Mare Teresa durant una cerimònia a la Casa Blanca (1985)

En aquesta mateixa època, el món catòlic començà a honrar-la públicament. El 6 de gener de 1971, el papa Pau VI li lliurà el premi internacional per la pau Joan XXIII, elogiant la seva tasca amb els pobres, la seva manifestació de caritat cristiana i els seus esforços per la pau. El 16 d'octubre de 1971 també fou receptora del premi Good Samaritan de la Fundació Joseph P. Kennedy Jr, després de parlar en un simposi sobre el tracte que havia mantingut fins llavors amb tota la gent rebutjada als carrers de Calcuta. L'abril de 1973 es convertí en la primera guanyadora del premi Templeton atorgat a Londres per la seva tasca d'ajuda als pobres i necessitats de Calcuta. D'acord amb la descripció de la pàgina web oficial del guardó: «el seu treball heroic portà un veritable canvi a aquells qui ella serví i continua inspirant milions de persones a tot el món».
Fou honorada per governs i organitzacions civils, i també va resultar designada Companya d'Honor de l'Ordre d'Austràlia el 1982 per «el servei a la comunitat d'Austràlia i de la humanitat en general». El Regne Unit i els Estats Units li van concedir premis en diverses ocasions, entre els quals l'Orde del Mèrit enl 1983 i la ciutadania honorària dels Estats Units el 16 de novembre de 1996. El seu país natal, Albània, li va atorgar l'Honor d'Or de la Nació el 1994. Universitats, tant d'Occident com de l'Índia, li van atorgar títols honorífics.

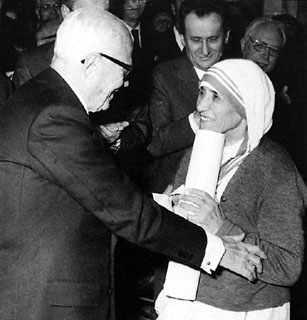
El llavors president d'Itàlia, Sandro Pertini, entregà a Teresa de Calcula el premi Balzan (1978).

Altres premis honoraris que rebé inclouen el «Mater et magistra» atorgat el 19 de juny de 1974 als Estats Units per la Tercera Ordre de Sant Francesc d'Assís, una medalla encunyada exclusivament per a ella per l'Organització per a l'Agricultura i l'Alimentació de l'ONU atorgada a Roma l'agost de 1975, el premi «Pacem in Terris» el 1976, el premi internacional «Balzan» (Roma, 1978) per a la «promoció de la humanitat, la pau i la germanor entre els pobles» i el reconeixement internacional «Albert Schweitzer» (Estats Units, 23 d'octubre de 1975).
El 1979 rebé el premi Nobel de la Pau pel «treball emprès en la lluita per superar la pobresa i l'angoixa, que també constitueixen una amenaça per a la pau». Teresa refusà assistir al banquet cerimonial ofert als premiats i va demanar que els fons de 192.000 dòlars estatunidencs es lliuressin als pobres de l'Índia. Quan la Mare Teresa va rebre el premi se li preguntà: «què podem fer per promoure la pau mundial?», a la qual cosa respongué: «vés-te'n a casa i estima la teva família». En la seva conferència sobre el premi que li lliurà el rei Olaf V de Noruega, la religiosa va dir: «l'accepto per a la glòria de Déu i del seu poble, el més pobre entre els pobres». També va apuntar que l'avortament és «un dels majors destructors de la pau».
Al moment de la seva mort, el primer ministre del Pakistan Nawaz Sharif va dir que era «una persona rara i única que va viure molt de temps per a propòsits més elevats. La seva devoció per la vida per a la cura dels pobres, els malalts i els desfavorits és un dels millors exemples de servei a la nostra humanitat». L'exsecretari general de l'ONU Javier Pérez de Cuéllar expressà: «Ella és la Nacions Unides, la pau al món». Per la seva banda, el president Bill Clinton la definí com una «gegant de la nostra era» i, després de la seva mort, Joan Pau II declarà: «segueix viva en la meva memòria la seva diminuta figura, doblegada per una existència transcorreguda al servei dels més pobres entre els pobres, però sempre carregada d'una inesgotable energia interior, l'energia de l'amor de Crist». Durant la seva vida, la Mare Teresa fou anomenada 18 vegades a les enquestes Gallup sobre els homes i dones més admirats de l'any, resultant electa en la categoria de les 10 dones més apreciades pels estatunidencs a tot el món. Hi va ocupar el primer lloc diverses vegades en les dècades de 1980 i 1990. El 1999 fou considerada una de les «dones més admirades del segle XX» per una enquesta nord-americana, en la qual sobrepassà els altres candidats per un ampli marge, posicionant-se en el primer lloc de les principals categories demogràfiques excepte en la dels més joves.

## Reconeixement mundial
A la dècada de 1970 va esdevenir mundialment famosa gràcies a un documental cinematogràfic "Quelcom bonic per Déu", l'autor del qual, Malcolm Muggeridge, es va convertir posteriorment al catolicisme.
El 1972 el Papa Pau VI li concedí el primer Premi de la Pau Joan XXIII per la seva dedicació a erradicar la pobresa, la seva caritat cristiana i els seus esforços per aconseguir la pau. Així mateix posteriorment li foren concedits el Premi Kennedy (1971), el Premi Internacional Albert Schweitzer (1975), el Premi Balzan (1979), l'Orde del Mèrit del Regne Unit (1983), la Medalla Presidencial de les Llibertats dels Estats Units (1985) i la Medalla d'Or del Congrés dels Estats Units (1994). El 1972 fou guardonada a l'Índia amb el Premi Nehru per la promoció de la pau internacional i el 1980 li fou concedida la Bharat Ratna, la més alta condecoració civil del seu país d'acollida.
El 1979 li fou concedit el Premi Nobel de la Pau pel seu treball emprès en la lluita per a superar pobresa i els senyals de socors, que també constituïxen una amenaça per la pau. Refusà participar en el banquet concedit als guardonats de totes les categories dels Premis Nobel i preguntada sobre com es podia promoure la pau arreu del món, la Mare Teresa contestà: "Aneu a casa i estimeu a vostra família". Així mateix cedí la quantitat monetària rebuda en la concessió del premi per als pobres d'arreu del món.
Ferma contrària a l'avortament i el divorci participà en diverses accions per denunciar la fam a Etiòpia o en ajuda les víctimes de les radiacions de l'accident de Txernòbil ajudada per treballadors de la Creu Roja Internacional. El 1991 retornà al seu país originari, Albània, per obrir un centre de les Missioneres de la Caritat a Tirana.

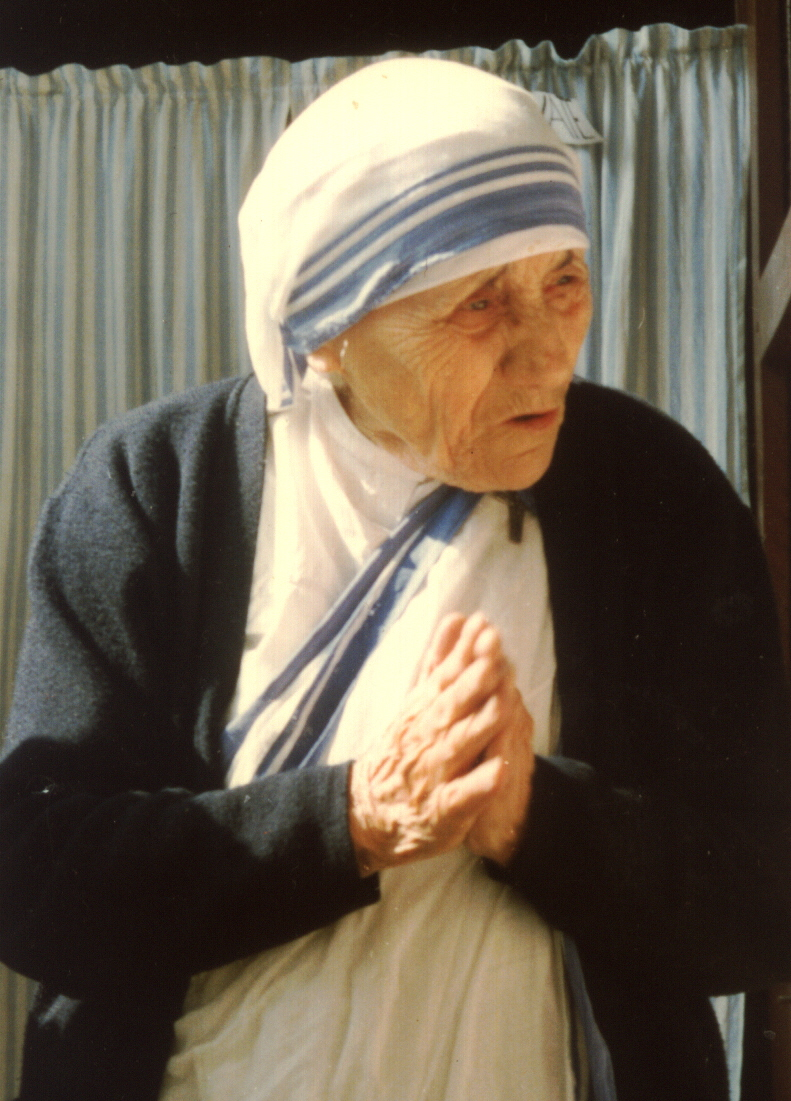
Teresa de Calcuta l'any 1988
Teresa de Calcuta amb Ronald Reagan el 1985
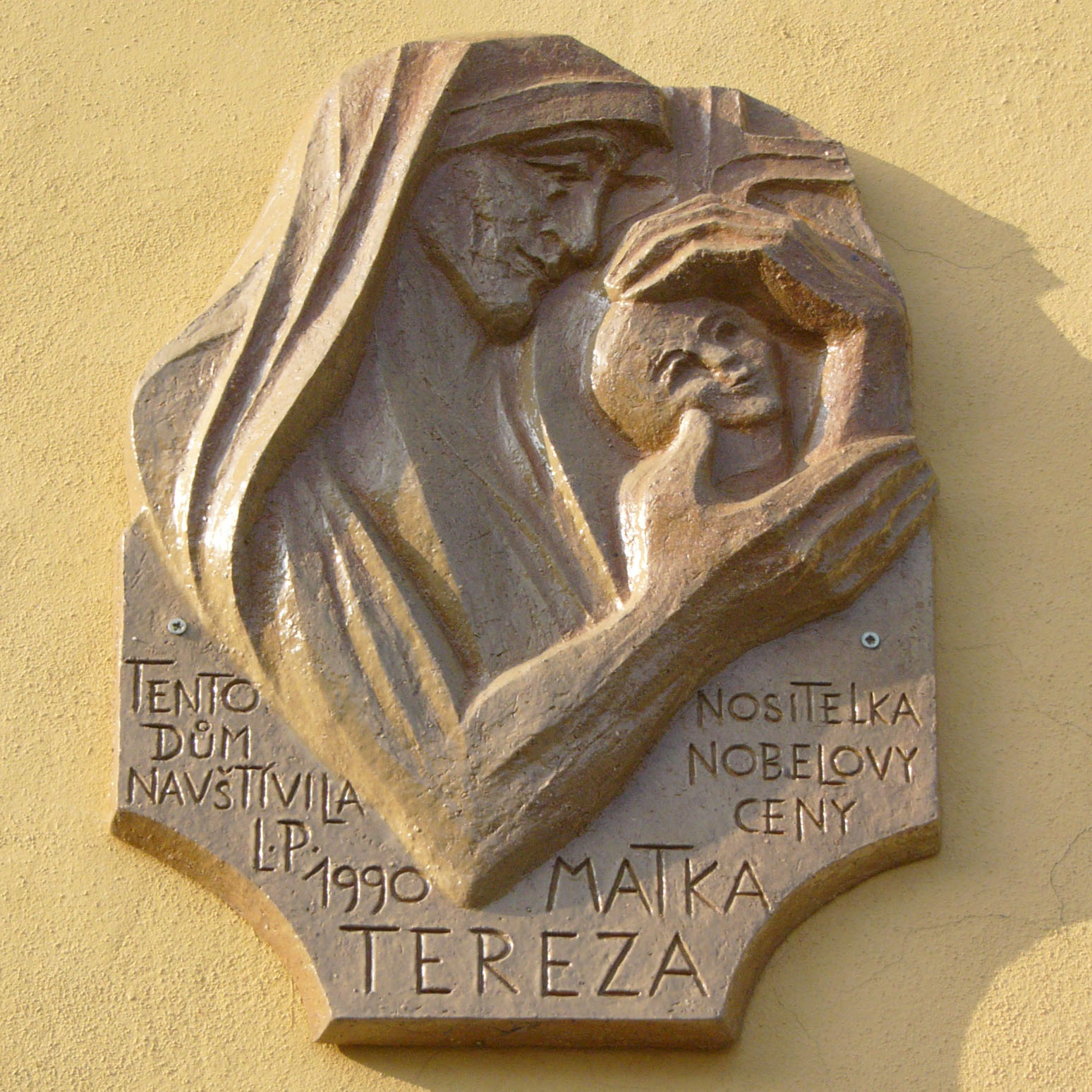
Placa en memòria de Teresa de Calcuta a la plaça Václavské náměstí d'Olomouc (República Txeca)

## Veneració
En morir la Mare Teresa la Santa Seu inicià el procés de beatificació, necessari per al procés de canonització. La necessitat de l'existència d'un miracle va provocar que el Vaticà iniciés la recerca, i que el 2002 s'acceptés la intercessió de la Mare Teresa en la curació d'un tumor maligne en l'abdomen d'una dona índia, Monica Besra. El 19 d'octubre de 2003 fou beatificada per Joan Pau II, i en l'actualitat continua el procés de canonització.
El 18 de desembre de 2015, el papa Francesc va signar el decret que reconeixia un segon miracle per intercessió de la beata, la qual cosa equival a la proclamació de la seva canonització. La cerimònia oficial tingué lloc al Vaticà el 4 de setembre de 2016, el diumenge més proper a l'aniversari de la seva mort.

## Reconeixements internacionals
- Premi Internacional de la Pau Joan XXIII (1971)
- Premi Nehru (1972)
- Premi Kennedy (1973)
- Premi Templeton (1973)
- Premi Internacional Albert Schweitzer (1975)
- Premi Pacem in Terris (1976)
- Premi Nobel de la Pau (1979)
- Orden del Libertador (Veneçuela, 1979)
- Medalla d'Or del Congrés dels Estats Units (1994)
- Ciutadana d'honor dels Estats Units (1996)[92]

## Posicions polítiques i socials
La Mare Teresa afirmava que l'avortament era «el destructor més gran de la pau. Perquè si una mare pot matar el seu propi nadó, que ens impedeix que jo et pugui matar a tu a que tu em puguis matar a mi? No hi ha terme mig.» Aquesta postura, així com la seva oposició a l'anticoncepció, han estat criticades per grups a favor del dret a l'avortament.
Barbara Smoker, de la revista humanista secular The Freethinker, va criticar la Mare Teresa després que se li atorgués el premi Nobel de la Pau, dient que la promoció de les seva visió moral catòlica sobre l'avortament i la anticoncepció va desviar fons en detriment de programes efectius per resoldre els problemes que patia l'Índia. A la Quarta Conferència Mundial sobre les Dones a Pequín, el 1995, la Mare Teresa va dir: «No obstant això, podem destruir aquest do de la maternitat, especialment pel mal de l'avortament, però també pensant que altres coses com els llocs de treball o els càrrecs són més importants que estimar».

## Crítiques
L'obra de la Mare Teresa va rebre crítiques de persones destacades, governs i organitzacions. Les pràctiques de la Mare Teresa i de l'ordre que va fundar, les Missioneres de la Caritat, van ser objecte de nombroses controvèrsies. Aquestes inclouen objeccions a la qualitat de l'atenció mèdica, al fet que alguns dels batejos a moribunds van constituir conversions forçades, així com suposats vincles amb el colonialisme, el racisme i personatges públics qüestionables. La polèmica també s'estén a l'ús poc transparent de les donacions que va rebre l'ordre, així com al fet que la Mare Teresa ignorés moltes de les crítiques que se li van adreçar en vida.

### Crítiques als mitjans
L'autor i metge indi Aroup Chatterjee, que va treballar breument a una de les cases de la caritat de la Mare Teresa, va investigar les pràctiques financeres i pal·liatives de l'ordre de les Missioneres de la Caritat. El 1994, els periodistes britànics Christopher Hitchens i Tariq Ali es van basar en el material d'investigació de Chatterjee per produir un documental crític per al canal Channel 4, anomenat Hell's Angel («L'àngel de la mort»). L'any següent, Hitchens va publicar The Missionary Position: Mother Teresa in Theory and Practice, un llibre que reproduïa moltes de les acusacions del documental. Hitchens en resumia una de les tesis en un article de 2003: «Això ens retorna a la corrupció medieval de l'església, que venia indulgències als rics mentre predicava el foc de l'infern i la continència als pobres. La mare Teresa no era amiga dels pobres, era amiga de la pobresa. Deia que el sofriment era un do de Déu. Va passar la seva vida oposant-se a l'únic remei conegut per a la pobresa, que és l'empoderament de les dones i la seva emancipació d'una versió ramadera de reproducció obligatòria.» La va acusar d'hipocresia per triar un tractament avançat per tractar els seus problemes cardíacs. Hitchens va dir de Teresa que «la seva intenció no era ajudar la gent» i que va mentir als donants sobre com s'utilitzaven les seves contribucions. «Va ser parlant amb ella que vaig descobrir, com ella mateixa em va assegurar, que no treballava per alleujar la pobresa», va dir, «Estava treballant per ampliar el nombre de catòlics. Ella va dir: ‘No sóc una assistent social. No ho faig per això. Ho faig per Crist. Ho faig per l'església’».
El 2003 Chatterjee va publicar The Final Verdict, un treball menys polèmic que els de Hitchens i Ali, però igualment crític amb l'obra de Teresa. Aquell mateix any, després que Teresa fos beatificada per Joan Pau II, Hitchens va continuar amb les seves crítiques, titllant-la de «fanàtica, fonamentalista i estafadora». També va criticar l'Església Catòlica per atribuir la recuperació d'una pacient a un miracle i per ignorar el testimoni del metge, que va atribuir la recuperació de la pacient a la medicina moderna. Chatterjee i Hitchens van ser cridats pel Vaticà per presentar objeccions contra Teresa durant el seu procés de canonització.
El 1994, la mare Teresa va argumentar que les acusacions d'abús sexual contra el sacerdot jesuïta Donald McGuire eren falses. Quan McGuire va ser finalment condemnat per abusar sexualment de diversos nens el 2006, es va criticar la defensa que la mare Teresa n'havia fet.

### Crítiques a la qualitat d'atenció mèdica
L'any 1994, Robin Fox, llavors editor de la revista mèdica britànica The Lancet, va visitar la Llar per a Moribunds Kalighat a Calcuta (avui Kolkata) i va descriure l'atenció mèdica que rebien els pacients com a «arbitrària». Fox va observar que les germanes i els voluntaris, alguns dels quals no tenien coneixements mèdics, sovint prenien decisions sobre l'atenció mèdica dels pacients a causa de la manca de metges a l'hospici: «Hi ha metges que truquen de tant en tant», va escriure Fox, «però normalment les germanes i els voluntaris (pocs dels quals tenen coneixements mèdics) prenen decisions com poden.» Fox va presenciar com un pacient amb febre alta era tractat amb paracetamol i tetraciclina, un antibiòtic, a la fi va ser diagnosticat de malària per un metge visitant, que li va prescriure cloroquina. Fox sosté que Teresa era responsable d'aquestes condicions a la Llar, tot afirmant que la Mare Teresa «prefereix la providència a la planificació». També va observar que el personal o bé refusava o bé no tenia accés a anàlisis de sang o a «algoritmes simples que podrien ajudar les germanes a distingir» entre pacients curables i incurables: «Les investigacions mèdiques, em van dir, són rarament permeses».
Robin Fox va admetre que el règim que va poder testimoniar a l'hospici incloïa «netedat, cura de ferides i llagues, i tracte bondadós», però criticava l'«aproximació espiritual» al tractament del dolor: «Em va sobtar veure que el formulari de l'hospici no incloïa cap analgèsic potent. A més de la negligència en les diagnosis, la manca d'un bon tractament analgèsic situa els hospicis de la Mare Teresa com un món a part dels hospicis tradicionals. Tinc clar quin dels dos prefereixo».
Mary Loudon, que es va oferir com a voluntària a la mateixa instal·lació, va observar que «les xeringues es rentaven sota aigua freda per ser reutilitzades, es tractava a persones amb càncer terminal amb aspirines i es rentava els pacients amb banys freds»
El 2013, en una revisió exhaustiva que cobria el 96% de la literatura sobre la Mare Teresa, els acadèmics de la Universitat de Montréal Serge Larivée, Geneviève Chénard i Carole Sénéchal, van refermar les crítiques anteriors, detallant, entre d'altres qüestions, la pràctica de la missionera de «tenir cura dels malalts tot glorificant el seu patiment en lloc d'alleujar-lo, […] els seus contactes polítics qüestionables, la seva gestió sospitosa de les enormes sumes de diners que la mare Teresa va rebre i les seves opinions massa dogmàtiques respecte, en particular, l'avortament, la anticoncepció i el divorci». En opinió dels tres acadèmics, els hospicis de la mare Teresa no oferien ni l'atenció mèdica, ni les eines de diagnòstic, ni la nutrició necessària, ni analgèsics suficients per als pacients que patien dolor: «la mare Teresa creia que els malalts havien de patir com Crist a la creu» i les donacions que va rebre podrien haver transformat la salut dels pobres de la ciutat amb la creació d'instal·lacions avançades de cures pal·liatives. En qüestionar les motivacions del Vaticà per ignorar la massa de crítiques, l'estudi va concloure que la «imatge sagrada de la Mare Teresa —que no resisteix l'anàlisi dels fets— va ser construïda, i que la seva beatificació va ser orquestrada per una campanya efectiva de relacions amb els mitjans» dissenyada pel periodista de la BBC Malcolm Muggeridge, que compartia les opinions de la Mare Teresa contra l'avortament.
Hi ha hagut altres informes que documenten la manca d'atenció mèdica a les instal·lacions de l'ordre. Antics voluntaris que hi van treballar han expressat punts de vista similars. La mateixa mare Teresa es referia a les instal·lacions com a «Cases dels moribunds».

### Crítiques al bateig de moribunds
Segons Christopher Hitchens, la mare Teresa va animar els membres de la seva ordre a batejar en secret pacients moribunds sense tenir en compte la seva religió. Susan Shields, una antiga membre de les Missioneres de la Caritat, escriu que «Les germanes havien de preguntar a cada persona en perill de mort si volien un ‘bitllet al cel’. Una resposta afirmativa equivalia a consentir el baptisme. La germana fingia aleshores que passava un drap humit per refrescar el cap del pacient, quan de fet l'estava batejant tot murmurant les paraules rituals. Batejar en secret era important perquè no se sabés que les germanes de la Mare Teresa feien batejos forçats a hindús i musulmans.»
Murray Kempton ha argumentat que als pacients no se'ls va informar de la importància teològica d'un baptisme cristià, ni se'ls va donar prou informació perquè poguessin prendre una decisió informada sobre si volien ser batejats. Simon Leys, defensant la pràctica en una carta a la New York Review of Books, va argumentar: «L'acte material del baptisme consisteix a vessar unes gotes d'aigua sobre el cap d'una persona, mentre es murmura una dotzena de paraules rituals senzilles. O bé creieu en l'efecte sobrenatural d'aquest gest —i llavors l'hauríeu de desitjar molt— o bé no hi creieu, cas en el qual el gest és tan innocent i ben intencionat com perseguir una mosca amb un gest de la mà».

### Crítiques a la motivació darrera l'obra caritativa
Christopher Hitchens va descriure l'organització de la Mare Teresa com a una secta que promovia el sofriment en lloc d'ajudar els necessitats. Segons Hitchens, les paraules de la pròpia Mare Teresa sobre la pobresa demostraven que la seva intenció última no era ajudar la gent. En una conferència de premsa el 1981, quan a la mare Teresa se li va preguntar «Vostè ensenya els pobres a suportar la seva sort?», ella va respondre «Crec que és molt bonic que els pobres acceptin la seva sort, que la comparteixin amb la passió de Crist. Crec que per llur sofriment els pobres ajuden molt el món»